# سوفی لوو
سوفی لوو (به انگلیسی: Sophie Lowe)(زاده ۵ ژوئن ۱۹۹۰) بازیگر، خواننده انگلیسی است.
از کارهای معروف او می‌توان به بازی در فیلم‌های پس از تاریکی و کیت زیبا اشاره کرد.